# Pjotr Grigorjevics Bolotnyikov
Pjotr Grigorjevics Bolotnyikov (Пётр Григо́рьевич Боло́тников) (Zinovkino, 1930. március 8. – Krasznoszlobodszk, 2013. december 20.) szovjet atléta, hosszútávfutó. Az 1960. évi nyári olimpiai játékokon aranyérmet szerzett a 10 000 méteres síkfutásban.

## Pályafutása
Zinovkinóban született a Mordvin ASZSZK Krasznoszlobodszki járásában. Csak húszévesen, a Szovjet Hadseregben kezdett atlétikával foglalkozni. A Szpartak egyesületben, Grigorij Nyikiforov volt az edzője.
Első országos bajnoki címét 1957-ben szerezte 10 000 méteren, amikor 0,2 másodperccel végzett Vlagyimir Kuc előtt. 1958 és 1962 között kétszeres szovjet bajnok volt 5000 és 10 000 méteren. 1964-ben szintén országos bajnok lett 10 000 méteren.
Bolotnyikov részt vett az 1956. évi nyári olimpiai játékokon, de nem járt sikerrel. Rómában az 1960. évi nyári olimpiai játékokon a 10 000 méteres síkfutásban végig vezetett, és öt másodperccel megelőzte a két favoritot, a keletnémet Hans Grodotzkit és az új-zélandi Murray Halberget. Ugyanabban az évben október 5-én Kijevben 28:18,8-as eredményével közel tizenkét másodperccel megjavította a 10 000 méteres síkfutás világrekordját.
Két héttel a belgrádi 1962-es atlétikai Európa-bajnokság előtt, 1962. augusztus 11-én Moszkvában 0,6 másodperccel megjavította saját világrekordját 10 000 méteren 28:18,2-t érve el, és így az Európa-bajnokság fő favoritjává vált hosszútávfutásban. A 10 000 méteres távon könnyedén győzött, de 5000 méteren csak harmadik lett.
Az 1964. évi nyári olimpiai játékokon való sikertelen szereplése után 1965-ben visszavonult. 1960-ban Lenin-renddel tüntették ki.

## Fordítás
Ez a szócikk részben vagy egészben  a   Pyotr Bolotnikov című angol Wikipédia-szócikk ezen változatának fordításán alapul.  Az eredeti cikk szerkesztőit annak laptörténete sorolja fel. Ez a jelzés csupán a megfogalmazás eredetét és a szerzői jogokat jelzi, nem szolgál a cikkben szereplő információk forrásmegjelöléseként.